# Тортоман (комуна)
Тортоман (рум. Tortoman) — комуна у повіті Констанца в Румунії. До складу комуни входять такі села (дані про населення за 2002 рік):
- Дропія (80 осіб)
- Тортоман (1737 осіб) — адміністративний центр комуни

Комуна розташована на відстані 169 км на схід від Бухареста, 38 км на північний захід від Констанци, 120 км на південь від Галаца.

## Населення
За даними перепису населення 2002 року у комуні проживали 1817 осіб.
Національний склад населення комуни:
| Національність   | Кількість осіб | Відсоток |
| ---------------- | -------------- | -------- |
| румуни           | 1813           | 99,8%    |
| росіяни-липовани | 4              | 0,2%     |

Рідною мовою назвали:
| Мова      | Кількість осіб | Відсоток |
| --------- | -------------- | -------- |
| румунська | 1813           | 99,8%    |
| російська | 4              | 0,2%     |

Склад населення комуни за віросповіданням:
| Релігія       | Кількість осіб | Відсоток |
| ------------- | -------------- | -------- |
| православні   | 1704           | 93,8%    |
| римо-католики | 65             | 3,6%     |
| п'ятдесятники | 48             | 2,6%     |